# Magnus Ernst von Prehn
Magnus Ernst von Prehn (släktnamnet även skrivet von Preen), född 1676, död 1731 i Fredericia, var en dansk militär.

## Biografi
Inte mycket är känt om Prehns bakgrund eller liv, men han ska ha kommit från den mecklenburgska adelsfamiljen Preen. Han tog värvning i den danska armén och  deltog under spanska tronföljdskriget i Ungern där han var del av de danska hjälptrupper som stred för kejsar Leopold I. Där blev Prehn den 23 juni 1703 major i Dragonregementet, med vilket han våren 1704 avmarscherade till Ungern för att delta i kampen mot Rákóczys ungerska uppror. Vintern 1704-1705 tillbringades i kvarter i det fientliga Bayern och 1705 återvände trupperna till Ungern. Där spelade Prehns regemente en avgörande roll i slaget vid Zsibó där de placerats på vänstra flygeln och avsuttna lyckades storma de ungerska skansarna.
Han följde med sitt regemente tillbaka till Danmark för att delta i den danska invasionen av Skåne 1709. Vid denna tidpunkt var Prehn överstelöjtnant och nästkommenderande efter regementschefen, överste Ernst Gottschalck von Bülow. Regementet hade gått under namnet Bülows dragonregemente ända sedan förra regementschefen Reimar Hans von Bülow och brukar oftast benämnas som sådant i källorna. Bülow skickades dock till Själland för att organisera förstärkningar till fälttåget och Prehn utsågs då till tillförordnad regementschef och kom att föra befäl över förbandet under hela fälttåget. Prehn var med vid landstigningen vid Råå den 2 november 1709 och i början av fälttåget fick hans dragonregemente i uppgift att bevaka broövergången över Vegeå vid Vegeholm. Därefter skickades regementet ännu längre norrut, först till Ängelholm och senare mot Laholm för att bevaka mot eventuella svenska infall från Halland. I början av februari 1710 fick förbandet order om att ansluta sig till den danska huvudarmén vid Helge å och därefter följde regementet med denna under resten av fälttåget. Vid det danska återtåget träffades regementet på av svenska trupper, ledda av Magnus Stenbock, som korsat Rönne å vid Hasslebro. Regementet begav sig då snabbt söderut, men en skvadron på 300 svenska ryttare satte efter dem ner mot Bosarp. Prehn förde sina dragoner till Gullarps kyrka, där han beordrade en del av sitt regemente att sitta av och ta täckning bakom kyrkogårdsmuren, medan resterande del tog ställning i skydd av kyrkan. När de svenska ryttarna anlände avlossade de avsuttna dragonerna en muskötsalva varefter de beridna trupperna gick till anfall. Sex svenska ryttare dödades och sex sårades och togs till fånga, medan resten av de jagande trupperna drevs tillbaka.
Den danska armén trycktes tillbaka till Helsingborg, där det avgörande slaget kom att stå. Under slaget var Prehns dragonregemente placerat på de danska vänsterflygeln och kom inte in i striden förrän sent i slaget. En lucka i linjen hade bildats mellan den danska centern och vänsterflygeln och Prehn förflyttade sina dragoner för att täppa igen denna. Dock hade även den svenske generalmajoren Meijerfeldt uppfattat luckan mellan de danska trupperna och beordrat dit sina kvarvarande regementen kavalleri för att anfalla danska centern i flanken. Dessa trupper stötte ihop med de framryckande danska dragonerna som på grund av sitt numerära underläge inte kunde bjuda något större motstånd och snart tvingades på flykten till Helsingborg. Vid tillfället var dock slaget redan förlorat för danskarna.
Dagen efter slaget, den 11 mars 1710, utsågs Prehn till överste och chef för Själländska lantdragonregementet, vars tidigare chef hade stupat i slaget. Regementet bestod av utskrivna soldater och efter den danska evakueringen av Skåne blev dessa hemskickade. Då många av dessa under sin frånvaro hade förlorat sina tjänster var det många som hamnade på obestånd och Prehn anmodade därför om att dessa skulle få förläggas i de värvade kavalleriregementenas lokaler. Därefter sysselsatte Prehn sig med att ersätta alla hästar som regementet förlorat under fälttåget. Den 24 oktober fick Prehn order om att samla Själländska lantdragonregementet i Köpenhamn då en ny invasion av Skåne planerades, men när det inte kom något av denna förlades regementet i vinterkvarter igen. Under vintern omvandlades regementet till ett Kyrassiärregemente.
År 1710 härjade pesten genom Danmark, vilket fick konsekvensen att danska flottan isolerades och Prehn regemente förflyttas till Lolland och Falster för att förstärka öarnas försvar. År 1711 utarbetades planer på att skicka 5 av regementets 6 skvadroner till Norge för att delta i en invasion av Sverige därifrån, men invasionen blev aldrig av. Därefter förefaller regementet ha stannat på Själland under första delen av fälttåget i Nordtyskland, men när Stenbock går in i Holstein genom att korsa Trave mobiliseras regementet och fick order om att hålla sig marschberedda. Den 11 juli 1713 marscherar det sedan mot Holstein och deltar därefter i den danska belägringen av Hamburg. År 1715 var Prehn med sitt regemente en del av belägringen av Wismar som varade till 1716. Efter att Wismar fallit förflyttades regementet till Holstein och förlades sedan med en skvadron i Holstein och tre skvadroner i Pommern, medan större delen av resten av den danska armén förflyttades till Själland för en planerad invasion av Skåne.
År 1719 utnämndes Prehn till generalmajor och den 3 juni samma år begärde han avsked som regementschef. Han återgick i dansk militärtjänst då han 19 december 1729 blev kommendant  för fästningen i Fredericia. Prehn avled 1731 vid en ålder av 65 år och begravdes den 2 juni 1731. Han överlevdes av sin fru, Mette Dorthea von Hetzler.